# Mèo lông ngắn Anh
Mèo lông ngắn Anh là phiên bản nhân giống có chọn lọc của mèo nhà Anh truyền thống với những đặc điểm như thân hình mũm mĩm, lông ngắn và dày cùng với khuôn mặt to. Màu sắc phổ biến nhất là màu xám xanh với mắt màu vàng đồng, nhưng ngoài ra vẫn còn nhiều màu sắc và hoa văn khác nhau.